# Radar FuG 240 Berlin
Pour les articles homonymes, voir radar (homonymie).
Le FuG 240 Berlin était un radar de l'armée de l'air allemande au cours de la Seconde Guerre mondiale. Il était construit par Telefunken et entra en service en avril 1945. Il était le radar d'interception aéroporté allemand le plus perfectionné de l'époque et présentait toutes les principales caractéristiques des radars modernes. Uniquement 25 exemplaires ont pu être construits avant la fin de la guerre.

## Développement et usage

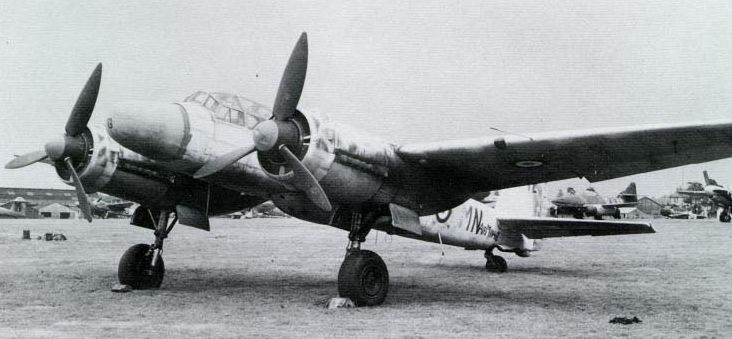
Un FuG 240 est monté derrière le nez en contreplaqué d'un Ju 88 G-6.

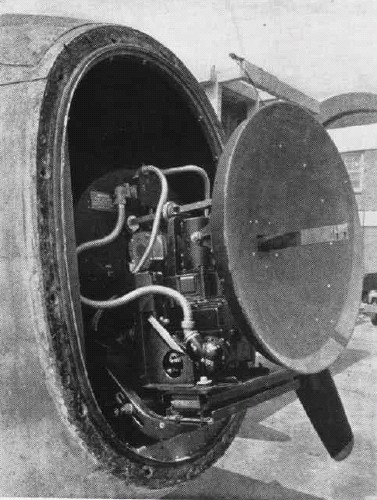
Copie américaine apparue un an après la fin de la guerre.

À la place de la grande antenne directionnelle qui équipait les radars allemands jusqu'au radar Lichtenstein, le FuG 240 avait reçu une petite antenne parabolique qui pouvait être installée dans le nez de l'avion derrière un carénage en contreplaqué. On améliorait ainsi l'aérodynamique ce qui permettait de gagner 50 km/h de vitesse par rapport à l'air.
Le FuG 240 n'a jamais été utilisé que dans le chasseur nocturne Ju 88 G-6. Les Allemands n'ont pu assurer la conception de ce nouveau radar plus petit, qu'après avoir été en possession d'un radar britannique provenant d'un avion abattu qu'ils ont nommé « Rotterdam-Gerät » et qui devait probablement être un radar H2S.
Il utilisait un magnétron à cavité, concept négligé en Allemagne au profit du klystron plus stable en fréquence. Grâce à cette technologie à courte longueur d'onde, il a été possible de construire des radars beaucoup plus petits, plus puissants et avec une portée supérieure. Alors que le radar Lichtenstein émettait sur 60 cm de longueur d'onde, le « Berlin » utilisait la bande des 9 cm ce qui a permis de réduire la taille des antennes d'un facteur sept.